# Трес-Кашуэйрас
Трес-Кашуэйрас (порт. Três Cachoeiras) — муниципалитет в Бразилии, входит в штат Риу-Гранди-ду-Сул. Составная часть мезорегиона Агломерация Порту-Алегри. Входит в экономико-статистический микрорегион Озориу. Население составляет 10 649 человек на 2006 год. Занимает площадь 250,478 км². Плотность населения — 42,5 чел./км².

## История
Город основан 29 апреля 1988 года.

## Статистика
- Валовой внутренний продукт на 2003 год составляет 59.980.494,00 реалов (данные: Бразильский институт географии и статистики).
- Валовой внутренний продукт на душу населения на 2003 год составляет 5.919,32 реалов (данные: Бразильский институт географии и статистики).
- Индекс развития человеческого потенциала на 2000 год составляет 0,791 (данные: Программа развития ООН).